# L'Alleanza Repubblicana, Ecologista e Sociale
L'Alleanza Repubblicana, Ecologista e Sociale (in francese L'Alliance républicaine, écologiste et sociale, ARES), anche nota come Confederazione di Centro, è una confederazione di partiti di centro creata nel giugno 2011 ad opera dei partiti Partito Radicale, Nuovo Centro, La Sinistra Moderna e Convenzione Democratica; i partiti avevano l'intenzione di presentare un candidato comune alle Elezioni presidenziali in Francia del 2012,tuttavia alla fine hanno sostenuto il presidente uscente Nicolas Sarkozy

## Storia
Nella primavera nel 2011 il presidente del Partito Radicale Jean-Louis Borloo lancia il progetto di creare prima dell'estate un'alleanza repubblicana, alternativa all'Unione per un Movimento Popolare ed al Partito Socialista.
Aderiscono ufficialmente a L'Alleanza:
- il Nuovo Centro (cristiano-democratico e socioliberale)[2];
- il Partito Radicale (radicale);
- la Convenzione Democratica (centristi, liberali)[3];
- La Sinistra Moderna (socialiberali).